# 2393 Suzuki
2393 Suzuki este un asteroid din centura principală, descoperit pe 17 noiembrie 1955 de Margueritte Laugier.